# Paelopatides solea
Paelopatides solea is een zeekomkommer uit de familie Synallactidae.
De wetenschappelijke naam van de soort werd in 1955 gepubliceerd door Z.I. Baranova.